# Bdelyopsis
Bdelyopsis là một chi bọ cánh cứng thuộc họ Scarabaeidae.